# Cinema Liceu
El Cinema Liceu és un edifici situat al carrer de Sants, 82-96 de Barcelona, catalogat com a bé cultural d'interès local.

## Història
Projectat per l'arquitecte Josep Pausas i Coll, el Cinema Liceu va obrir el 1914,  va ser promogut per Anicet Vella. Passaria posteriorment a ser gestionada per Josep Gurguí, l'empresa Arenas SA de Cayetano Hidalgo, Joan Estrada i Francisco Ariza, i en els seus últims anys, per Pere Balañà, Pituca Azcona i Trovica SA.
El 1956, l'edifici va ser enderrocat i se'n va construir un de nou, segons un projecte de l'arquitecte Antoni de Moragas i Gallissà, que acollia a més un centre per a activitats socials del barri. Va ser bàsicament una sala de reestrena. Cap a finals de la dècada de 1980, el nombre d'espectadors era mínim i es van reduir el nombre de sessions fins que, finalment, va tancar les portes la nit del 2 de juliol de 1989.

## Edifici
Consta de planta baixa, tres pisos i soterrani i se situa dins del moviment neoracionalista. La façana és una gran vidriera amb un joc de volums i que deixa veure des de l'exterior com s'organitza l'edifici interiorment. La planta baixa és una gran aparador amb un porxo de gran volada amb columnes folrades de petites rajoles negres que el traspassen i continuen per les altres plantes a l'interior.
Els pisos superiors són grans finestrals, però la part central del primer i segon pis sobresurt lleugerament del pla de la façana. Al tercer pis hi ha un gran cos sense finestres i pintat de blanc que sobresurt una mica més que el nivell inferior.
Quan l'immoble era un cinema al vestíbul hi havia un bar amb una barra en forma d'«L». A l'interior també hi havia un club de billar. La sala de projeccions estava dividida entre platea i primer pis i tenia un aforament total de 1.300 butaques. Per a aquesta sala, l'arquitecte va fer una inclinació de 15º, solució una mica arriscada, ja que és la xifra límit per evitar caigudes dels espectadors, però així s'evitaven problemes de visualització. La sala tenia una gran acústica gràcies als materials empleats.
Actualment l'interior ha estat modificat per els nous usos. L'antiga sala de projecció està dividida en dos pisos. La platea i el vestíbul estan units i allotgen una botiga. El primer pis conserva les graderies i és una sala de ball. A la resta d'espais s'ubiquen diferents negocis.